# Джованні Баттіста Мороні
Мороні, тобто Джованні Баттіста Мороні (італ. Giovanni Battista Moroni; бл. 1525 — 5 лютого 1578) — італійський портретист доби Відродження, представник Брешианської школи живопису.

## Біографія коротко
Син провінційного архітектора Андреа Мороні. Первісні уроки малювання отримав від батька, але архітектором не став. Художнє навчання — у Моретто да Брешиа (Олессандро Бонвічіно, бл. 1495—1554). В майстерні Моретто був головним помічником у 1540-ві роки. Мав значний вплив від творів талановитого Лоренцо Лотто.
Ймовірно, художник активно шукав замови на портрети. Бо два його візити в місто Тренто збігались зТриденським собором(1546—1548 рр., 1551—1553 рр), куди збирались світські і церковні вельможі. Був у Трентона той час і венеціанський художник Тиціан з тою ж метою. Цікаво, що Тиціан малював портрет вельможного Крістофоро Мадруччо, а фаховий портретист Мороні — синів Кристофоро. Працював надалі головним чином в місті Бергамо.
Портретні твори Мороні мали значний вплив на генерацію художників, що працювала в Північній Італії на зламі XVII–XVIII століть, втому числі на Вітторе Гісланді (1655—1743)і П'єтро Лонгі (1701—1785).

## Неповний перелік творів
- «Таємна вечеря»
- «Коронування Богоматері»

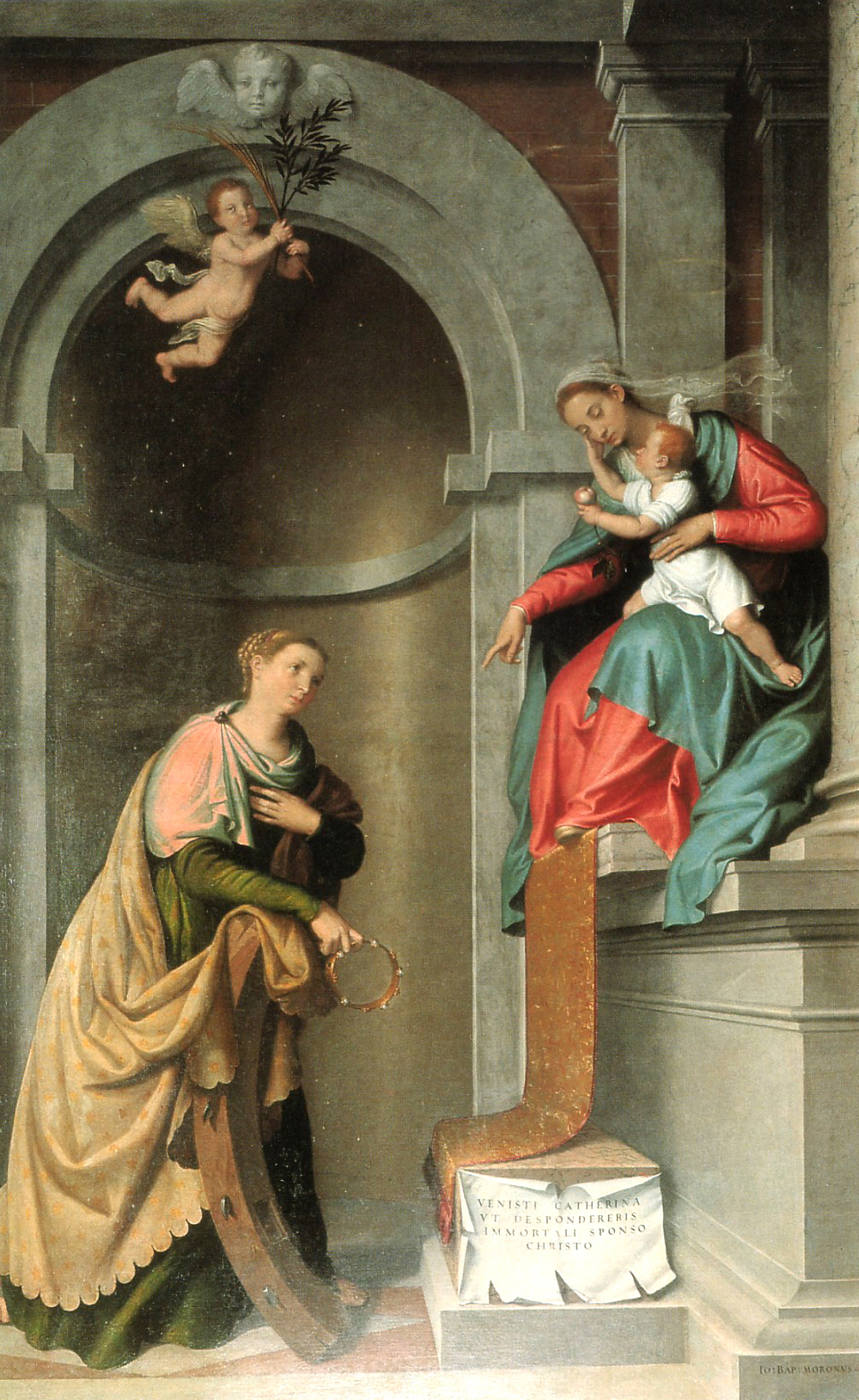
Мадонна з немовлям і Св. Катериною, 1578 р.

- «Апостоли Петро і Павло», Пінакотека Брера, Мілан.
- «Страшний суд», церква в м. Корлаго біля Мілана.
- «Чоловічий портрет»,1553, Академія мистецтв, Гонолулу.
- «Скульптор Алессандро Вітторія», 1552—1553, Музей історії мистецтв, Відень.
- «Портрет кравця», Національна галерея, Лондон
- «Кристофоро Новаті», Ермітаж, Санкт-Петербург.
- «Ерколе Тассо», 1575, Національна галерея, Вашингтон
- «Портрет вченого», 1560, Брешія
- «Портрет Антоніо Наваджеро», 1565. Пінакотека Брера, Мілан.
- «Лицар в чорному», 1567, Мілан.
- «Якопо Фоскаріні», 1575, Музей образотворчих мистецтв, Будапешт.
- «Лицар в рожевих латах», 1560, Бергамо.
- «Портрет вояка», 1550, Прадо, Мадрид.
- «Анжеліка Альярді де Ніколіні», Музей Конде, Шантійї.
- «Просперо Алессандрі», 1580, Відень.
- «Єпископ міста Тренто Лодовіко Мадруццо», 1560-ті рр.
- «Чоловічий портрет», Ермітаж, Санкт-Петербург.

## Портрети

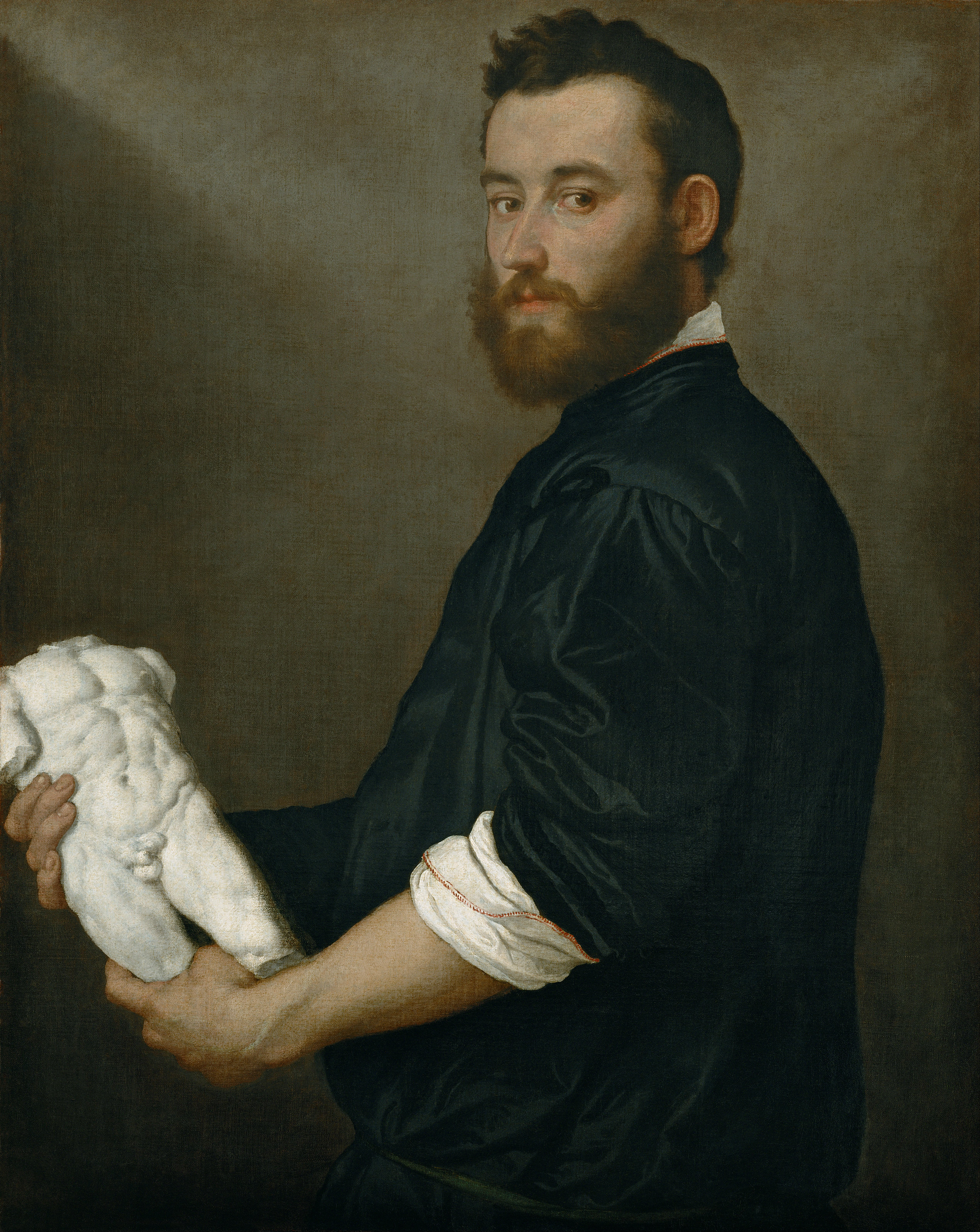
«Скульптор Алессандро Вітторія», 1552–1553. Музей історії мистецтв, Відень
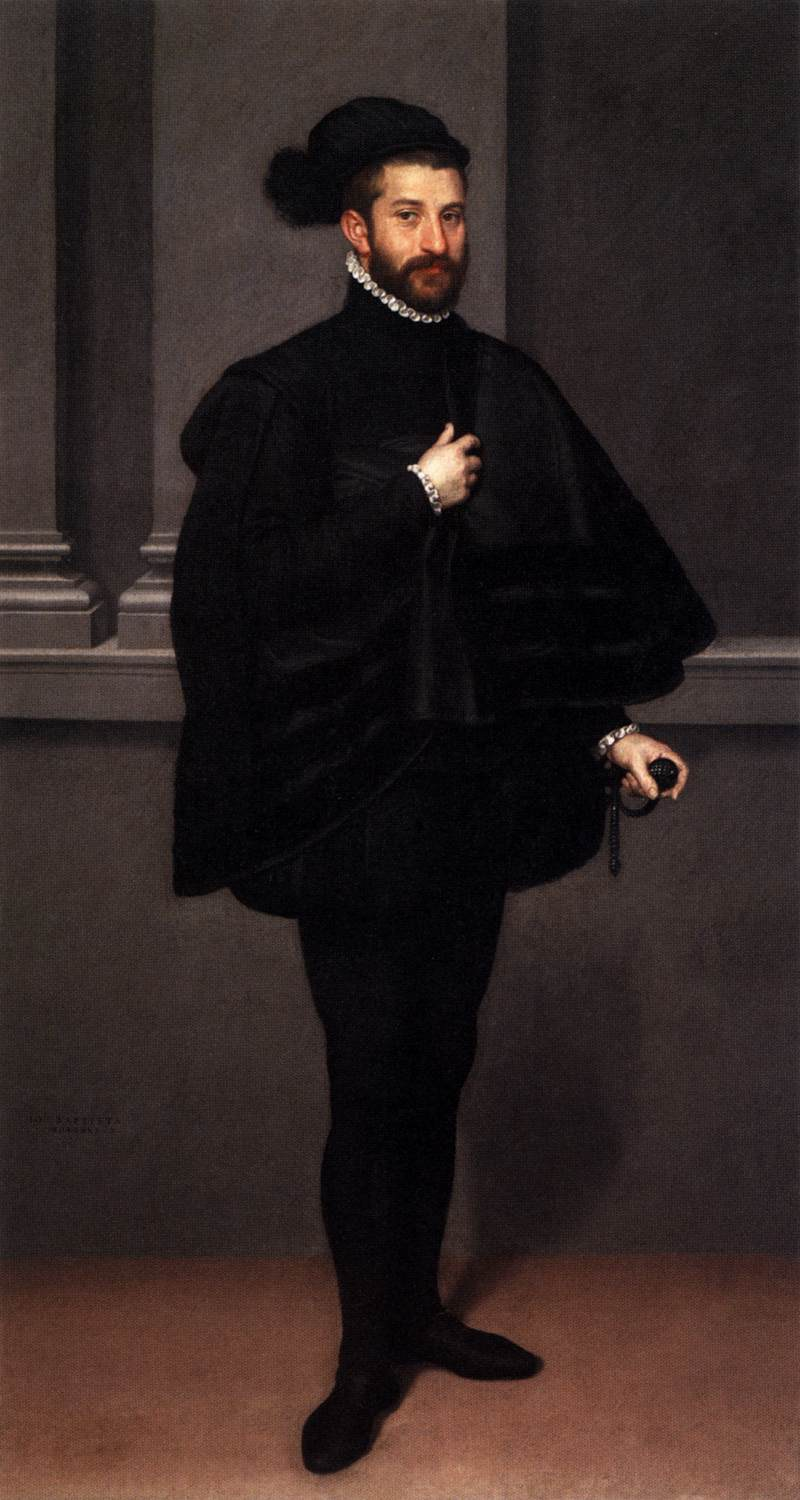
«Лицар в чорному», 1567, Музей Польді-Пеццолі, Мілан.
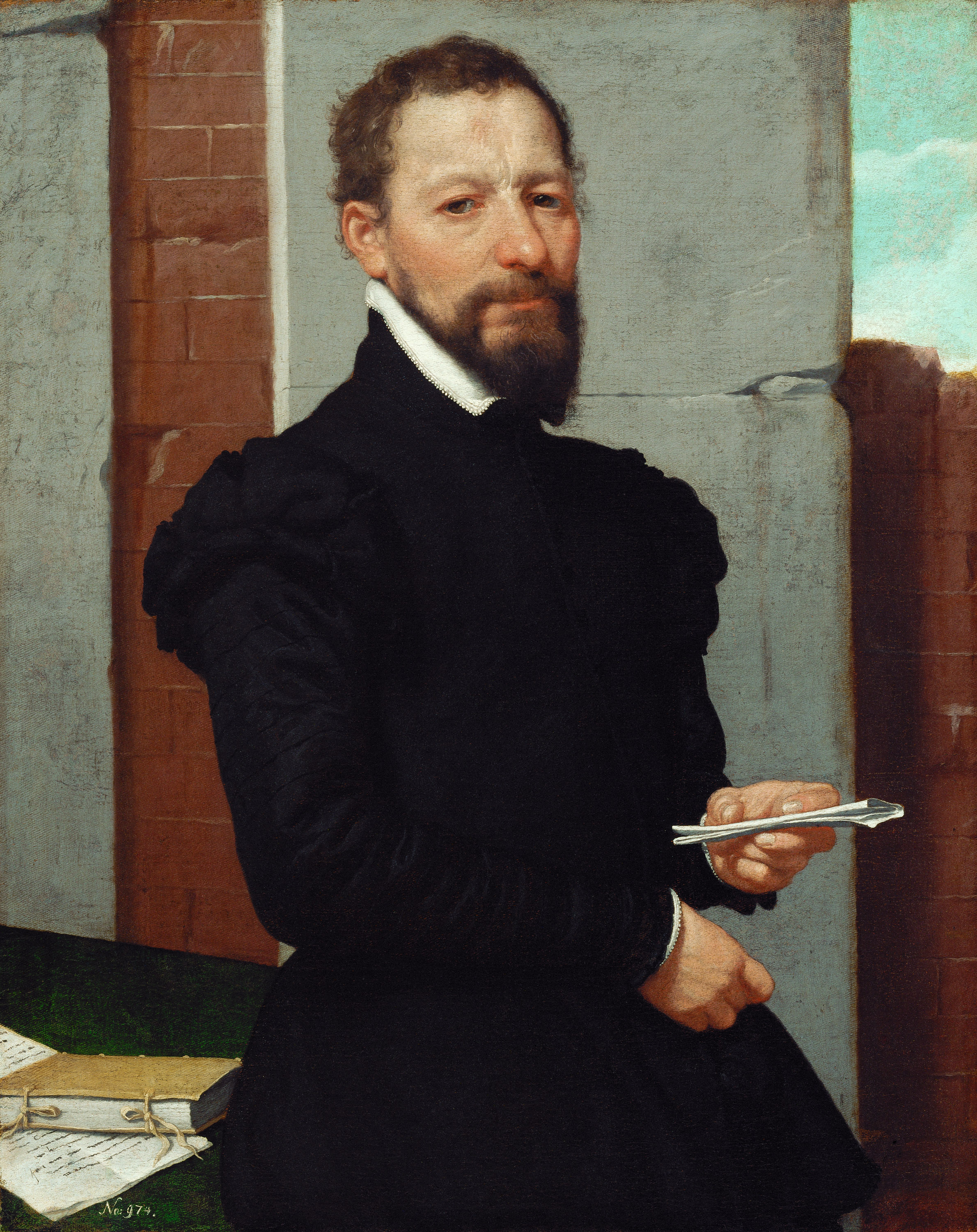
«Джан П'єтро Маффей», 1565, Відень
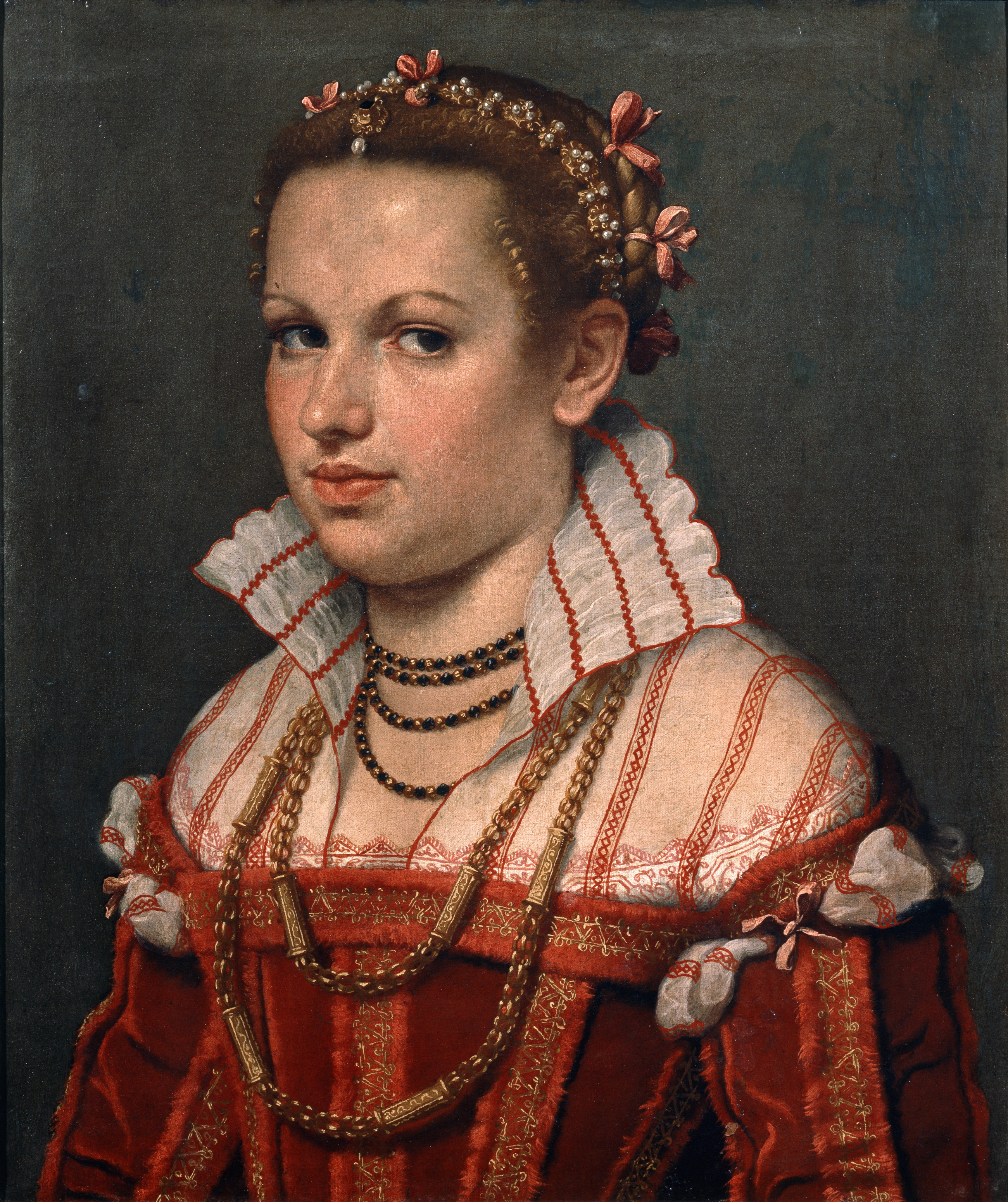
«Ізотта Брембаті Грумеллі».
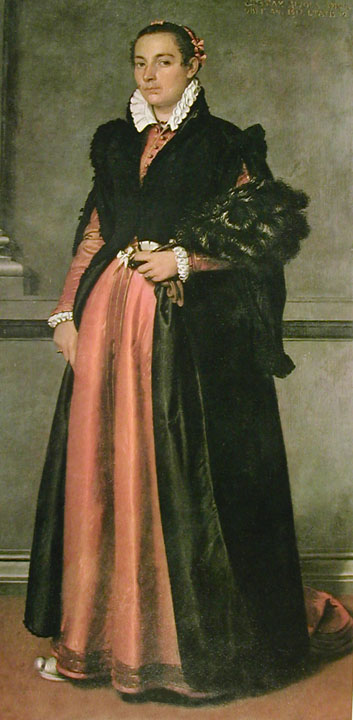
«Рівола Спіні», 1570.
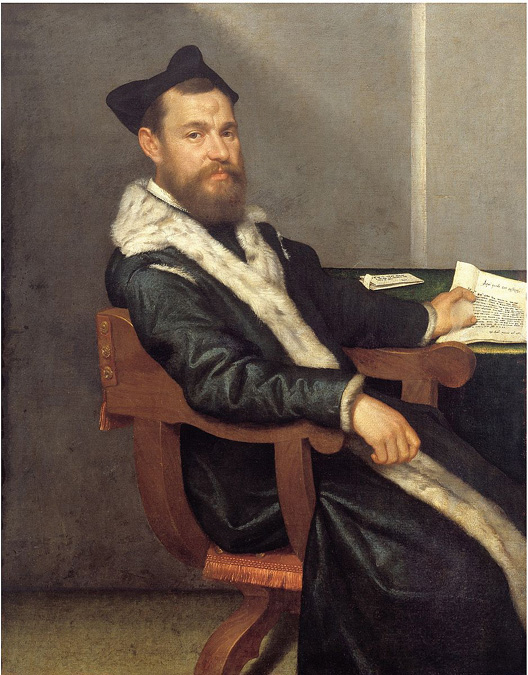
«Портрет вченого», 1560, Брешіа.
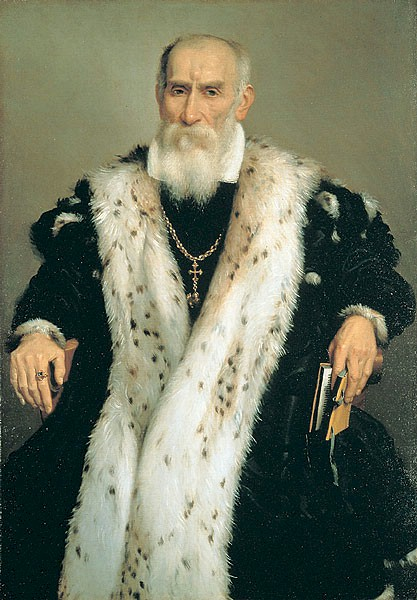
«Джованні Джироламо Альбані», 1570, приватна збірка.
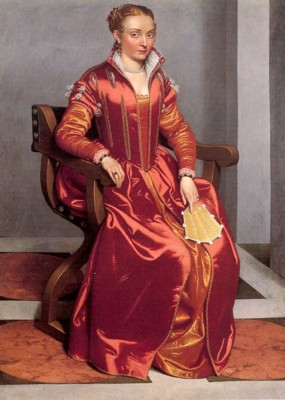
«Лючія Альбані Авоґадро», Національна галерея, Лондон.
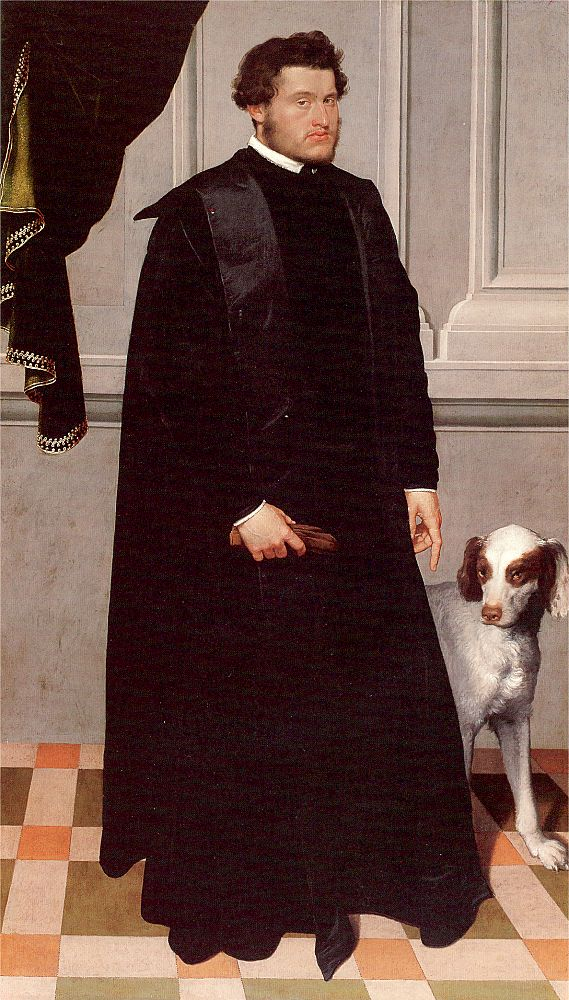
«Єпископ Тренто, кардинал Лодовіко Мадруццо».
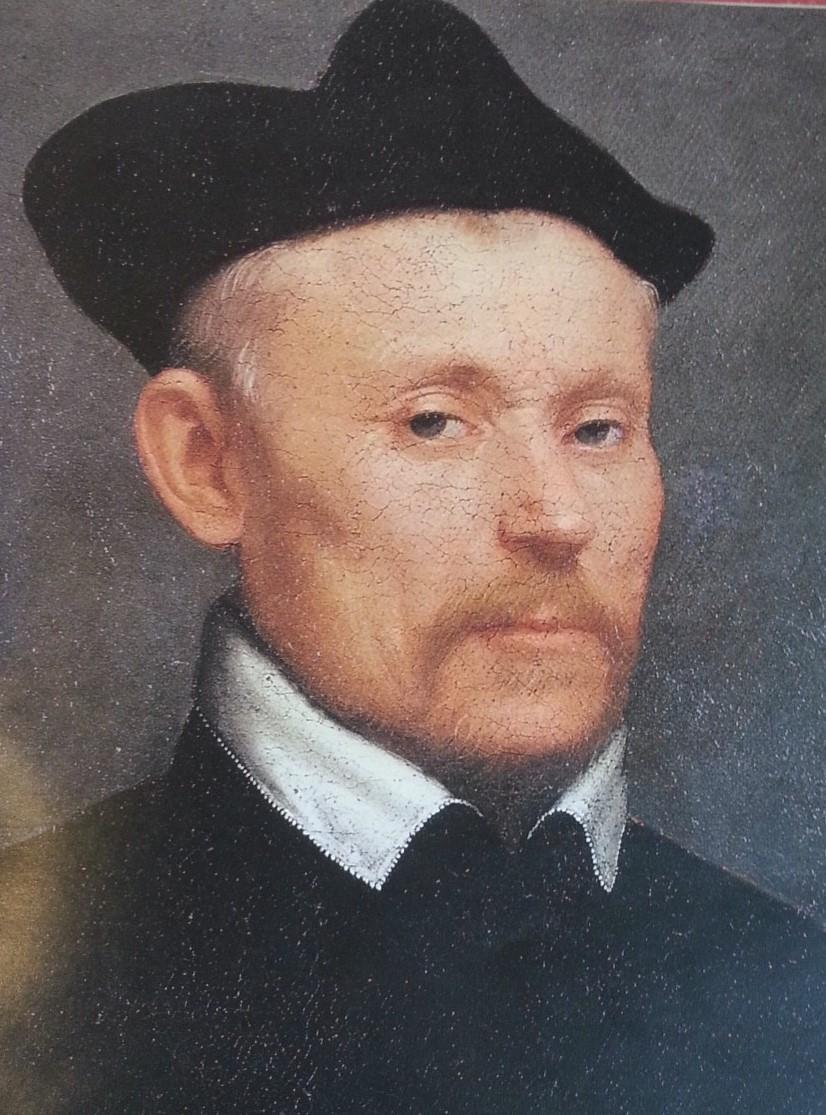
«Базиліо Занкі».
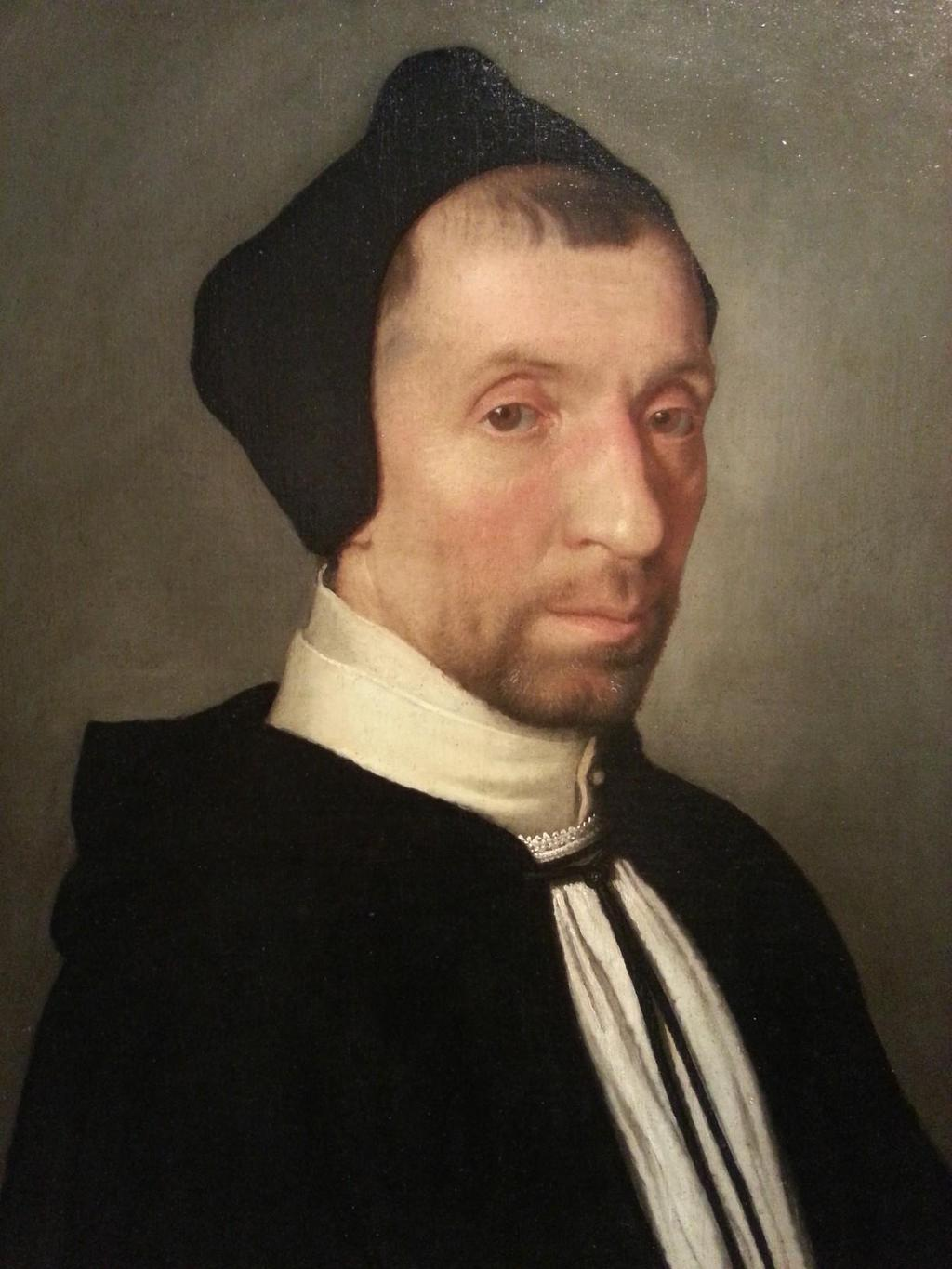
«Джан Кризостомо Занкі», Бергамо, Академія Каррара.